# 高橋洸士
高桥洸士（日语：／ Takahashi Koo，2001年9月20日—），日本男子羽毛球運動員，亦為現役日本國家羽毛球隊（B隊）成員。

## 簡歷
2022年9月，高桥洸士出战波蘭羽毛球國際賽，在男单半决赛以0比2（19-21、15-21）不敌队友田中湧士。

## 主要比賽成績
只列出曾進入準決賽的國際賽事成績：
| 年份   | 賽事                   | 公開賽級別 | 項目     | 成績   |
| ------ | ---------------------- | ---------- | -------- | ------ |
| 2022年 | 聖多明哥羽毛球公開賽   | 國際系列賽 | 男子單打 | 亞軍   |
| 2022年 | 波蘭羽毛球國際賽       | 國際系列賽 | 男子單打 | 準決賽 |
| 2023年 | 大阪羽毛球國際挑戰賽   | 國際挑戰賽 | 男子單打 | 準決賽 |
| 2023年 | 印尼棉蘭羽毛球大師賽   | 超級100賽  | 男子單打 | 亞軍   |
| 2024年 | 奧爾良羽毛球大師賽     | 超級300賽  | 男子單打 | 亞軍   |
| 2024年 | 吉隆坡羽毛球大師賽     | 超級100賽  | 男子單打 | 準決賽 |
| 2024年 | 印尼泗水羽球國際挑戰賽 | 國際挑戰賽 | 男子單打 | 冠軍   |
| 2025年 | 德國羽毛球公開賽       | 超級300賽  | 男子單打 | 準決賽 |

| 2018-2026年 | 總決賽 | 超級1000賽 | 超級750賽 | 超級500賽 | 超級300賽 | 超級100賽 | 國際挑戰賽 | 國際系列賽 | 未來系列賽 | 其他 |

## 外部連結
- 高橋洸士在世界羽球聯盟的登錄資料